# Lago de Champex
O Lago Champex é um lago localizado no cantão de Valais, na Suíça. Este lago apresenta uma superfície de 0,11 km². Nas suas margens fica a aldeia de Champex.